# Karin Fossum
Karin Fossum, född 6 november 1954 i Sandefjord, Norge, är en norsk författare.
Fossum debuterade 1974 med diktsamlingen Kanskje i morgen och för den tilldelades hon Tarjei Vesaas debutantpris. Efter att ha skrivit två diktsamlingar (under namnet Karin Mathisen) började hon att skriva noveller, och 1995 utgavs i Norge hennes första kriminalroman, Evas öga.
Fossum har erhållit Rivertonpriset, Skandinaviska kriminalsällskapets Glasnyckeln 1997 och det norska Bokhandlarpriset 1997. Hennes böcker har översatts till över 25 språk.
Karin Fossum bor i Sylling, 5 mil utanför Oslo. Hon har två barn.